# Kuivaluoto (ö i Birkaland, Tammerfors)
Kuivaluoto är en ö i Finland.   Den ligger i kommunen Kangasala i den ekonomiska regionen Tammerfors och landskapet Birkaland, i den södra delen av landet, 160 km norr om huvudstaden Helsingfors.